# 소말리아 연방의회

소말리아 연방의회(소말리어: Golaha Shacabka Soomaaliya, 아랍어: البرلمان الاتحادي في الصومال)는 소말리아의 의회이다. 2012년 8월에 결성되었으며, 수도 모가디슈를 본거지로 하고 있으며, 상원과 하원으로 구성된 양원제 의회이다.

## 의회 역사
독립 소말리아의 첫 번째 의회는 단원제 국회(1960-1969)였다. 그 뒤를 이어 단원제 의회인 인민의회(1969~2012)가 이어졌는데, 소말리아 내전 동안에는 기능하지 않았다. 2012년에 단원제 연방의회가 설립되었고, 2016년 소말리아 상원이 설립되면서 양원제로 개편되었다.